# موربهن (مقاطعة إقليد)
موربهن (بالفارسية: مورپهن) هي قرية تقع في Sedeh District في إيران. يقدر عدد سكانها بـ 266 نسمة .